# Аделхайд фон Липе
Вижте пояснителната страница за други личности с името Аделхайд.
Аделхайд фон Липе (на немски: Adelheid zur Lippe; * 1298; † сл. 1324) от Господството Липе и Реда е чрез женитба графиня на Еверщайн и Поле.

## Произход
Тя е дъщеря на Симон I фон Липе († 1344) и съпругата му Аделхайд фон Валдек († 1339/1342), дъщеря на граф Хайнрих III фон Валдек. Сестра е на Бернхард (1277 – 1341), княжески епископ на Падерборн (1321 – 1341). 

## Фамилия
Аделхайд се омъжва пр. 29 септември 1324 г. за граф Херман II фон Еверщайн-Поле (* пр. 1305; † между 20 юни 1350 – 21 септември 1353), син на граф Ото III фон Еверщайн-Поле († 1312/1314) и втората му съпруга Луитгард фон Шладен († сл. 1331). Те имат децата:
- Аделхайд фон Еверщайн-Поле (* ок. 1324; † сл. 29 септември 1373), омъжена между 10 май 1335 и 9 юни 1336 г. за херцог Ернст I фон Брауншвайг-Грубенхаген (1297 – 1361)
- Ото VI фон Еверщайн-Поле/X (* ок. 1339; † 25 юли 1373), граф на Еверщайн-Поле и Озен, женен за Агнес фон Хомбург († сл. 1409)
- Херман III фон Еверщайн-Поле (* 1351; † 1393/1395), домхер в Хилдесхайм, от 1373 граф на Еверщайн, женен 1373 г. за Елизабет I фон Валдек († 1423)
- София фон Еверщайн-Поле († пр. 14 юли 1370)
- Йохан I фон Еверщайн-Поле († сл. 1351)
- Ото XI фон Еверщайн-Поле († между 5 юни 1356 и 1 май 1364), домхер в Хилдесхайм (1341 – 1356), каноник в Св. Блазии в Брауншвайг (1355)
- Майнхард I фон Еверщайн-Поле († сл. 1351)
- Бернхард III фон Еверщайн-Поле († сл. 1378/1379)